# Porricondyla gracilis
Porricondyla gracilis är en tvåvingeart som först beskrevs av Johannes Winnertz 1853.  Porricondyla gracilis ingår i släktet Porricondyla och familjen gallmyggor.
Artens utbredningsområde är Tyskland. Inga underarter finns listade i Catalogue of Life.